# Juleknas (album)
Juleknas er et humoristisk julealbum, der blev udgivet i 2001. Det indeholder julefortællinger, nye julesange og utraditionelle coverversioner af kendte julesange som "En Lille Nisse Rejste", "Rudolf Med Den Røde Tud", "Glade Jul" og "Højt fra træets grønne top". 
De medvirkende er bl.a. Bent Schjærff, Christian Sievert og Rune T. Kidde.

## Spor[2]
1. "Bjældeklang", Bent Schjærff - 4:12
2. "En Glædelig Jul I Gode Venners Lag...", Brødrene Grim og Christ-Mads -  4:14
3. "En Lille Nisse Rejste", Christian Sievert - 2:28
4. "I Julen Bli'r Vi Hentet Hen", Ib og Bo - 2:33
5. "Pissehuen", Rune T. Kidde - 6:53
6. "En Julesang", Brødrene Grim og Christ-Mads - 3:21
7. "Hvid Jul", Bent Schjærff - 3:30
8. "Brændte Mandler", Christ-Mads - 4:07
9. "Rudolf Med Den Røde Tud", Humørbussen - 1:48
10. "Min Oldefar", Niels Deigaard og Carsten Berthelsen - 2:02
11. "Glade Jul 1", Christian Sievert - 5:17
12. "Jul I Førerbunkeren", Schwesterlein-revyen - 10:15
13. "Sikken Voldsom trængsel og Alarm", Humørbussen - 2:11
14. "Glade Jul 2", Christian Sievert og Humørbussen - 7:56
15. "Højt fra træets grønne top", Humørbussen - 2:39

Alle tracks undtagen 1,5 og 7 er optaget i Copenhagen Sound Studios. 1 og 7 er oprindeligt indspillet i 1979